# 무라사키역
무라사키역(일본어: 紫駅)은 일본 후쿠오카현 지쿠시노시에 위치한 서일본 철도 덴진오무타 선의 역이다. 역 번호는 T14이다. 2010년 3월 27일에 개통한, 니시테쓰의 전 철도역 중에서 가장 새로운 역이다.
덴진오무타 선의 신역은 1992년 3월 25일에 개통한 미쿠니가오카역(오고리 시) 이후, 니시테쓰의 신역으로 동년 10월 25일에 개통한 기타큐슈 선의 니시쿠로사키 역(기타큐슈 시 야하타니시구) 이후이다.

## 역사
- 2007년
  - 6월 1일: 2008년 봄에 신역 개업 예정인 곳을 발표.(계획 당초 역명은 후쓰카이치미나미역).
  - 10월 23일: 용지 매수의 지연으로 착공 전망이 서지 않는 것에 의하여 개통 연기 내용 발표.
- 2009년 2월 24일: 역명을 소재지 명칭에 맞추어 "무라사키 역"으로 하는 것으로 결정, 동년 3월부터 공사 착수 발표.
- 2010년 3월 27일: 개통.
- 2017년 2월 1일: 역 번호 도입.

## 역 구조
상대식 승강장 2면 2선의 지상역이다. 역사는 승강장마다 동, 서쪽 출입구를 마련하였고, 쌍동역에서 이지리역과 비슷한 구조이지만, 승강장은 과선교 등이 없어 개찰구에 입장한 뒤 승강장 상호 간 이동이 불가능하다. 이에 따라, 개찰구 앞에 존재하는 운임표나 자동 매표기에서 반대 방향의 표를 사지 않도록 주의가 이루어져 운임을 게재하지 않고, 상행 승강장의 개찰에서 340엔 이상의 승차권은 구입할 수 없다(후쿠오카(덴진)까지 운임이 340엔 때문)등).
개통 당초부터 nimoca가 이용 가능하여, 그것에 대응한 자동 개찰기가 설치되어 있다.

## 이용 현황
| 연도 | 1일 평균 승하차 인원 | 1일 평균 승차 인원 |
| ---- | -------------------- | ------------------ |
| 2009 | 1,233                | 600                |
| 2010 | 4,168                | 2,162              |
| 2011 | 4,923                | 2,536              |
| 2012 | 5,404                |                    |
| 2013 | 5,582                |                    |
| 2014 | 5,576                |                    |
| 2015 | 5,913                |                    |
| 2016 | 5,977                |                    |

## 역 주변
- JR 규슈 가고시마 본선 후쓰카이치역
- 지쿠시노 시립 후쓰카이치 중학교
- 규슈 산업대학 부속 규슈 산업 고등학교 - 동쪽으로 200m
- 후쓰카이치 성형외과

## 사진

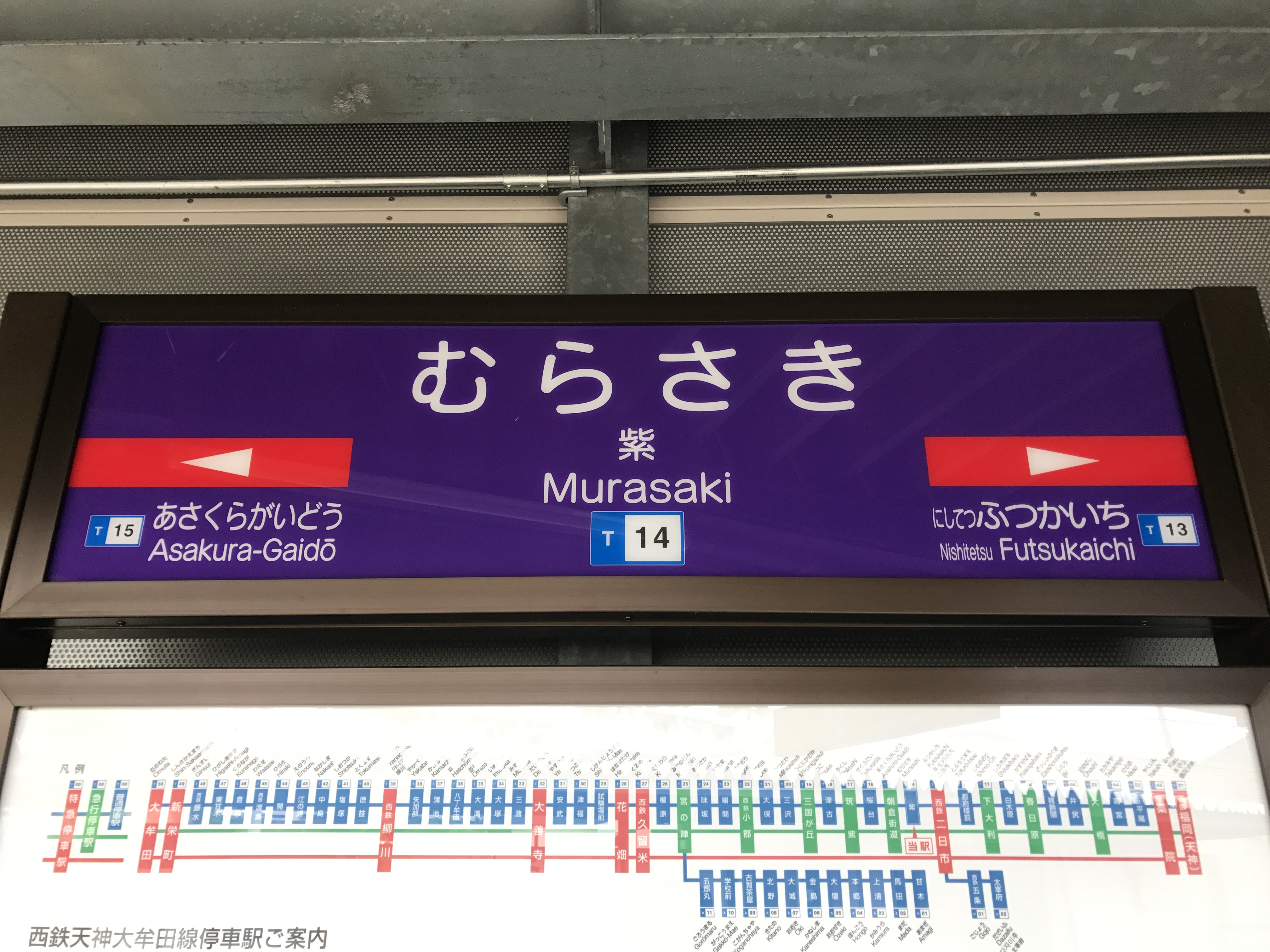
역명판

## 인접역
| 서일본 철도 ■ 덴진오무타 선                         | 서일본 철도 ■ 덴진오무타 선 | 서일본 철도 ■ 덴진오무타 선    |
| --------------------------------------------------- | --------------------------- | ------------------------------ |
| T13 니시테쓰후쓰카이치 니시테쓰 후쿠오카(덴진) 방면 | ■ 보통                      | 아사쿠라가이도 T15 오무타 방면 |